# Ulomenes hypocrita
Ulomenes hypocrita är en skalbaggsart som beskrevs av Mannerheim 1829. Ulomenes hypocrita ingår i släktet Ulomenes och familjen Melolonthidae. Inga underarter finns listade i Catalogue of Life.